# Station Zoniënwoud

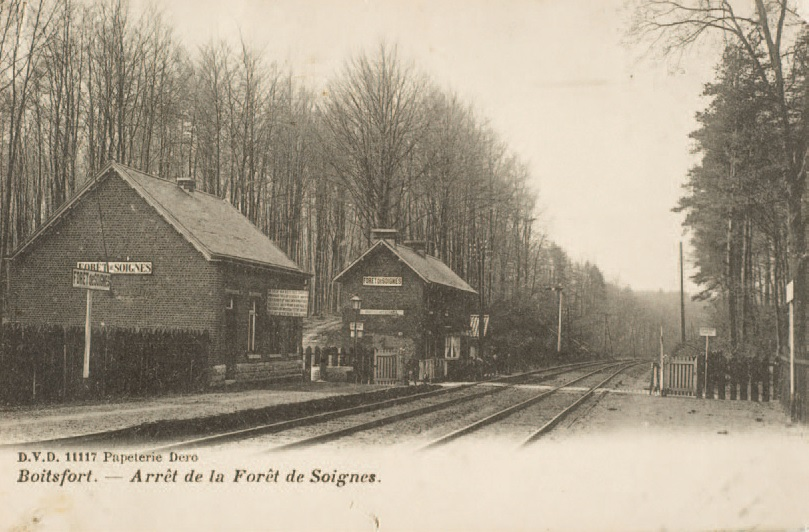
Halte Zoniënwoud aan de Zoniënwoudweg

Station Zoniënwoud is in het Zoniënwoud een voormalige spoorweghalte aan spoorlijn 161 in de Brusselse gemeente Watermaal-Bosvoorde. De halte lag waar de Zoniënwoudweg spoorlijn 161 kruist.
Anderlecht · 
Arcaden · 
Bockstael · 
Boondaal · 
Bordet · 
Bosvoorde · 
Brussel-Centraal · 
Brussel-Congres · 
Brussel-Groendreef · 
Brussel-Kapellekerk · 
Brussel-Luxemburg · 
Brussel-Noord · 
Brussel-Schuman · 
Brussel-West · 
Brussel-Zuid · 
Delta · 
Diesdelle · 
Etterbeek · 
Evere · 
Ganshoren · 
Haren · 
Haren-Zuid · 
Jette · 
Josaphat · 
Koninklijk Station · 
Koninklijke Sint-Mariastraat · 
Kuregem · 
Laken · 
Leuvensesteenweg · 
Meiser · 
Merode · 
Moensberg · 
Mouterij · 
Paleisstraat · 
Rogierstraat · 
Schaarbeek · 
Schaarbeek-Josaphat · 
Simonis · 
Sint-Agatha-Berchem · 
Sint-Job · 
Thurn en Taxis · 
Thurn en Taxis (Goederen) · 
Ukkel-Kalevoet · 
Ukkel-Stalle · 
Vorst-Oost · 
Vorst-Zuid · 
Watermaal · 
Wetstraat · 
Zoniënwoud
0,0: Schaarbeek ·
3,5: Koninklijke-Sint-Mariastraat ·
4,4: Rogierstraat ·
5,1: Leuvensesteenweg ·
5,8: Brussel-Schuman ·
6,1: Wetstraat ·
7,0: Brussel-Luxemburg ·
8,0: Mouterij ·
8,9: Etterbeek ·
10,1: Watermaal ·
12,0: Bosvoorde ·
13,9: Zoniënwoud ·
17,0: Groenendaal ·
18,9: Hoeilaart ·
20,0: Bakenbos ·
22,0: Terhulpen ·
23,2: Genval ·
25,2: Rixensart ·
27,7: Profondsart ·
29,0: Le Buston ·
30,0: Ottignies ·
36,0: Mont-Saint-Guibert ·
38,0: Blanmont ·
40,0: Chastre ·
41,9: Ernage ·
45,0: Gembloers ·
47,6: Lonzée ·
50,9: Beuzet ·
53,0: Saint-Denis-Bovesse ·
56,0: Rhisnes ·
62,0: Namen